# 的場光昭
的場 光昭（まとば みつあき、1954年（昭和29年）6月19日 - ）は、日本の医師。医療法人健光会理事長。

## 略歴
- 1954年（昭和29年）6月19日 北海道上川郡愛別町字中央に、父 孝（たかし）・母 文子（ふみこ）の三男として[要出典]生まれる。
- 地元の愛別町立中里小学校 - 愛別町立愛別中学校 - 北海道旭川東高等学校を経て[要出典]、北海道大学経済学部3年[要出典]中退、旭川医科大学卒業。
- 日本麻酔学会指導医[要出典]（後に専門医、60歳で返上[要出典]）。
- 日本ペインクリニック学会専門医。

西部邁事務所『発言者』・月刊誌『正論』などに主として保守的立場から原稿を寄せている。
2008年（平成20年）6月、衆参両院で「アイヌ民族を先住民族とすることを求める決議」が採択されると、歴史を全く無視した暴挙であるとしてこれに反発し月刊誌『正論』に投稿を寄せている。
また北海道各地に自治体を巻き込んで建設が予定された〝朝鮮人強制連行碑〟について、その推進母体が朝鮮総聯・韓国政府・アイヌ団体・共産党・革マルなどの過激派集団であることを暴き次々に建設中止や撤去に追い込んだと主張している。
美瑛町で行われた慰霊祭については、法医学的見地から発掘された墓穴が偽物で人骨までもが捏造だったことを暴いたとしている。その結果この慰霊祭を大々的に報じた北海道新聞旭川支社長は指定席であったにもかかわらず取締役になることができなかったと述べている。
また猿払村に建てられた慰霊碑を撤去させたことに対するニューヨークタイムズ記事『Pressure in Japan to Forget Sins of War　2014．10.29（戦争の罪を忘れさせようとする日本国内の圧力）』に対しても、記事が安倍政権を貶めるために事実と全く逆のことが書かれて世界に配信されたとして抗議し、その抗議文は〝日本女性の会「そよ風」〟によって英訳され本社に届けられて、結局マーチン・ファクラーは東京支局長を辞めざるを得なくなったとしている。北海道新聞やニューヨークタイムズとのやり取りは著書『反日石碑テロとの闘い』（展転社、2015年）に詳しく収録されている。

## 投稿
- 規制撤廃が侵す日本国民の健康と農業 - 『発言者』Vol.108（2003年4月）
- アイヌ先住民族決議の背後にある日本悪しかれ史観の嘘（西村慎吾との共著） - 『正論』（2008年8月）
- ムネオ氏にモノ申す 北海道開拓民の魂を売るなかれ - 『正論』（2008年10月）
- 「単一民族」否定論の押しつけに異議あり - 『正論』（2008年12月）
- 天皇謝罪を求めたアイヌ先住権運動の暴走 - 『正論』（2009年9月）[2]
- 法治を歪める国家賠償の暴走 - 『正論』（2012年1月）[3]
- 奇々怪々 北の大地に建つ売国の碑 - 『正論』（2013年4月）[4]
- 朝鮮人「人骨」騒動の呆れた顛末- 『正論』（2013年11月）[5]
- 反日勢力がガン首揃える北海道「石碑テロ」を許すな - 『正論』（2014年3月）

他、地元紙『北の発言』、『北海道経済』などに多数寄稿。

## 著書
- 「アイヌ先住民族」その真実（展転社、2009年）ISBN 978-4886563392

- 自殺するのがアホらしくなる本（展転社、2011年）ISBN 978-4886563606
- アイヌ先住民族、その不都合な真実20（展転社、2012年）ISBN 978-4886563729
- アイヌ民族って本当にいるの?―金子札幌市議、「アイヌ、いない」発言の真実（展転社、2014年）ISBN 978-4886564108
- 改訂増補版 アイヌ先住民族、その不都合な真実20（展転社、2014年）
- 反日石碑テロとの闘い（展転社、2015年）ISBN 978-4886564139
- アイヌ副読本『アイヌ民族:歴史と現在』を斬る（展転社、2020年）ISBN 978-4-88656-502-0